# آرثر صموئيل
آرثر صموئيل (بالإنجليزية: Arthur Samuel, 1st Baron Mancroft )‏ (و. 1872 – 1942 م) هو سياسي، من المملكة المتحدة، كان عضوًا في حزب المحافظين، توفي عن عمر يناهز 70 عاماً.

## مناصب
تولى منصب عضو البرلمان في المملكة المتحدة ‏.